# EuroTrip
EuroTrip is een Amerikaanse komedie uit het jaar 2004 over een groep jonge Amerikanen en de avonturen die zij beleven tijdens hun reis door Europa.

## Verhaal
EuroTrip begint bij de diploma-uitreiking van de hoofdrolspeler, Scotty (Scott Mechlowicz). Na de uitreiking wordt hij gedumpt door zijn vriendin Fiona (Kristin Kreuk). Op het feest dat na de uitreiking volgt, blijkt Fiona al enige tijd een zeer heftige relatie te hebben met de leadsinger Donny (Matt Damon) van de band die op het feest optreedt. Met het lied Scotty Doesn't Know wordt het Scotty helemaal duidelijk en om over zijn verdriet en schaamte heen te komen, zet hij het op een drinken. Na het feest komt Scotty thuis en spreekt hij met zijn Duitse penvriend Mike (Jessica Böhrs), van wie hij denkt dat het een jongen is. Zijn vriend Cooper heeft hem eerder gewaarschuwd voor oudere homoseksuele mannen die online op zoek zijn naar jongere jongens. Wanneer Mike medelijden toont dat het uit is en hem per e-mail voorstelt te ontmoeten, schrijft Scotty – nog steeds dronken – dat hij niets met hem te maken wil hebben. Later komt hij erachter dat de naam van zijn penvriend niet Mike is, zoals hij eerst dacht, maar Mieke, en dat zij een aantrekkelijk Duits meisje is. Zij heeft zijn e-mailadres echter geblokkeerd na zijn brute afwijzing. Daarop begint de EuroTrip waarin Scotty en Cooper op weg naar Duitsland gaan om Miekes hart terug te winnen.
Omdat ze onvoldoende geld hebben om direct naar Berlijn te gaan, nemen Scotty en Cooper een vlucht naar Londen. Daar raken ze verzeild tussen een stel Manchester United-hooligans die hen wel naar Parijs meenemen. In Parijs raken Scotty en Cooper gescheiden van de hooligans, maar ontmoeten ze toevallig hun vrienden, de tweeling Jenny en Jamie. Zij waren in Europa aan het backpacken, maar willen best met Scotty en Cooper mee. Een route wordt uitgestippeld via de (fictieve) badplaats Crans Sur Mer en Amsterdam. In de trein probeert een homoseksuele Italiaanse man Jamie te betasten. In Crans Sur Mer willen de jongens het grootste naaktstrand van Europa bezoeken maar in plaats van mooie vrouwen treffen ze alleen maar oversekste hitsige oude mannetjes aan die met hetzelfde doel waren gekomen. 
Uiteindelijk komt de groep in Amsterdam aan om daar te genieten van wat Amsterdam te bieden heeft: drugs en seks. Cooper gaat naar een seksclub (Club Vandersexxx), maar raakt verzeild in keiharde SM en kan het stopwoord niet uitspreken, een vreemd Scandinavisch woord. Jamie heeft een prettiger seksuele ervaring met een meisje uit een fotozaak: zo prettig dat hij zich lachend tijdens de orale seks laat beroven. Jenny en Scotty gaan zich te buiten aan spacecake en beginnen zich vreemd te gedragen totdat de winkeleigenaar hun vertelt dat hij hun geen spacecake heeft gegeven. Aangezien Jamie al het geld had, is de groep blut en moet er naar Berlijn gelift worden.
Dit loopt echter verkeerd af: door een taalmisverstand lift de groep per ongeluk naar Bratislava. Daar blijken de paar dollars die ze hebben zo veel waard dat ze zich een luxehotel en een nachtclubbezoek kunnen veroorloven. Daar proberen ze absint uit waarvan de tweeling Jenny en Jamie zo dronken worden dat ze met elkaar zoenen. De volgende dag krijgen ze een lift naar Berlijn, maar horen daar van Miekes vader dat Mieke naar Rome is vertrokken. Jamie verkoopt zijn geliefde camera en met de opbrengst reist de groep haar achterna.
De groep weet zich het Vaticaan binnen te bluffen doordat Jamie zich als gids voordoet. Een koortsachtige zoektocht volgt, waarbij Cooper eerst per abuis de bel van het Vaticaan luidt waardoor de mensen denken dat de paus dood is, waarna Scotty een mijter te dicht bij een kaars houdt, doet vlamvatten, en deze snel in de haard gooit. Hierdoor komt witte rook uit de schoorsteen, een teken dat er een nieuwe paus is gekozen. Wanneer Scotty op het balkon verschijnt wordt hij als nieuwe paus toegejuicht. Hij klimt naar beneden waar hij eindelijk Mieke aantreft en haar alles kan uitleggen. Ze hebben wilde seks in een biechtstoel en beloven elkaar te blijven schrijven. Jamie wordt in dienst genomen door Arthur Frommer, die onder de indruk was van zijn prestaties als 'gids'. Jenny en Cooper realiseren zich wat ze voor elkaar voelen en doen het met elkaar in een vliegtuigtoilet op de terugweg.
Die herfst gaat Mieke aan dezelfde universiteit studeren als Scotty, en tot zijn stomme verbazing is ze ook nog eens zijn kamergenoot. De universiteit heeft blijkbaar dezelfde vergissing gemaakt met haar naam als Scotty en haar daardoor als kamergenoot in een jongensslaapkamer geplaatst.

## Rolverdeling
Hoofdrolspelers
- Scott Mechlowicz – Scott (Scotty) Thomas
- Jacob Pitts – Cooper Harris
- Michelle Trachtenberg – Jenny
- Travis Wester – Jamie

Ohio
- Kristin Kreuk – Fiona
- Nial Iskhakov – Bert Thomas (Broertje van Scott)
- Matt Damon – Donny
- Jeffrey Tambor – Vader van Scott

Londen
- Vinnie Jones – Mad Maynard (Manchester United hooligan)

Parijs
- J.P. Manoux – Robotman
- Patrick Rapold – Christoph
- Fred Armisen – Italiaanse pervert in trein

Amsterdam
- Lucy Lawless – Madame Vandersexxx
- Go Go Dyei Jen-Michel – Ober
- Jana Pallaske – Anna (het meisje uit de winkel)
- Diedrich Bader – Overvaller

Bratislava
- Dominic Raacke – Trucker
- Steve Hytner – Groen engeltje
- Rade Šerbedžija – Tibor
- David Hasselhoff – Zanger

Berlijn
- Walter Sittler – Vader van Mieke
- Adam Dotlacil – Heinrich (Broertje van Mieke)

Vaticaanstad
- Predrag Bjelac – Italiaan
- Joel Kirby – Zwitserse gardist
- Jessica Böhrs – Mieke
- Patrick Malahide – Arthur Frommer
- Jack Marston – Paus Johannes Paulus II
- Mindy Sterling – Vrouw op biechtstoel

## Muziek
Scotty Doesn't Know is een liedje dat speciaal voor de film is geschreven. Het is uitgevoerd door de band Lustra, maar in de film wordt het gezongen door Matt Damon, wiens karakter de vriendin van Scotty (buiten zijn weten om) heeft gestolen, vandaar de titel en het onderwerp.
Het liedje bevat een aantal referenties naar hoe Scotty's vriendin Fiona (gespeeld door Kristin Kreuk) hem langere tijd heeft bedrogen met Donny. In de film wordt het liedje heel populair: ongeveer een week later in Bratislava, is het liedje geremixt en wordt het gedraaid in een populaire nachtclub. Bij het einde van de film is het liedje zo populair dat Scotty's beste vriend Cooper het kan gebruiken als ringtone voor zijn mobiele telefoon. Het liedje wordt door meerdere personages (inclusief Scotty's familie) in de film geroemd voor het hebben van een pakkende melodie.

## Trivia
- De film werd bijna in z'n geheel opgenomen in Tsjechië waarvan het overgrote deel in Praag. Dit geldt niet alleen voor de scènes in Europa maar ook voor die in de Verenigde Staten.
- In de SM-scène roept de meesteres twee mannelijke hulpjes erbij, "Hans" en "Gruber". Dit is een verwijzing naar de antagonist in de film Die Hard (1988) genaamd "Hans Gruber".